# Protestele de la Chișinău din 2009
Protestele de la Chișinău, începute pe 6 aprilie 2009 și supranumite Revolta de la Chișinău, reprezintă o serie de manifestații de contestare a alegerilor parlamentare din Republica Moldova desfășurate pe 5 aprilie.

## Cauze
Ceea ce a determinat protestele a fost anunțarea rezultatelor preliminare din 5 aprilie care au atribuit aproape 50 % din voturi Partidului Comuniștilor din Republica Moldova.
Totuși, raportul Organizației pentru Securitate și Cooperare în Europa (OSCE) cu privire la alegerile din 5 aprilie a adus calificări pozitive procesului de votare, menționând calmul relativ din ziua scrutinului, deși au fost raportate câteva incidente. Cu toate acestea, baroneasa Emma Nicholson, parlamentar european și observator acreditat la alegerile din Republica Moldova a criticat raportul OSCE cu privire la desfășurare scrutinului într-un interviu acordat postului de radio britanic BBC, declarând că ea și alți observatori au avut impresia că sistemul a putut fi manipulat, fără însă a avea dovezi:
„Problema este că e vorba de un raport al OSCE și în organizație sunt, bineînțeles, rușii. Iar punctul lor de vedere a fost destul de diferit, substanțial diferit de al meu, spre exemplu.[...] M-am luptat din greu, la fel ca alții, să introduc o serie de declarații ferme în raport, dar punctele noastre de vedere au fost respinse.[...] La ora 1.00 noaptea comuniștii aveau 35% din voturi, iar cele 15-16 partide de opoziție aveau împreună 40-45%. La ora 8.00 dimineața, situația s-a schimbat radical. Comuniștii aveau 50%, iar opoziția înregistra un procent foarte mic.”—Baroneasa Emma Nicholson, europarlamentar britanic, parte a misiunii OSCE de supervizare a alegerilor din Republica Moldova
Pe de altă parte, Coaliția 2009 pentru alegeri libere și corecte, o asociație de organizații neguvernamentale locale care a participat la observarea alegerilor, a calificat scrutinul din 5 aprilie ca fiind incorect și parțial liber.
O altă cauză este protestul împotriva nivelului de viață scăzut. Cu venitul lunar mediu sub 250 USD și rata șomajului ridicată, Republica Moldova era considerată cea mai săracă țară din Europa. PCRM, la putere din 2001, nu a reușit să redreseze economia, iar perspectiva perpetuării situației timp de încă cel puțin patru ani era considerată inacceptabilă.

## Desfășurarea evenimentelor

Harta zonei centrale a Chișinăului cu amplasarea clădirilor Parlamentului, Președinției și Guvernului

### 6 aprilie: Proteste spontane, pașnice

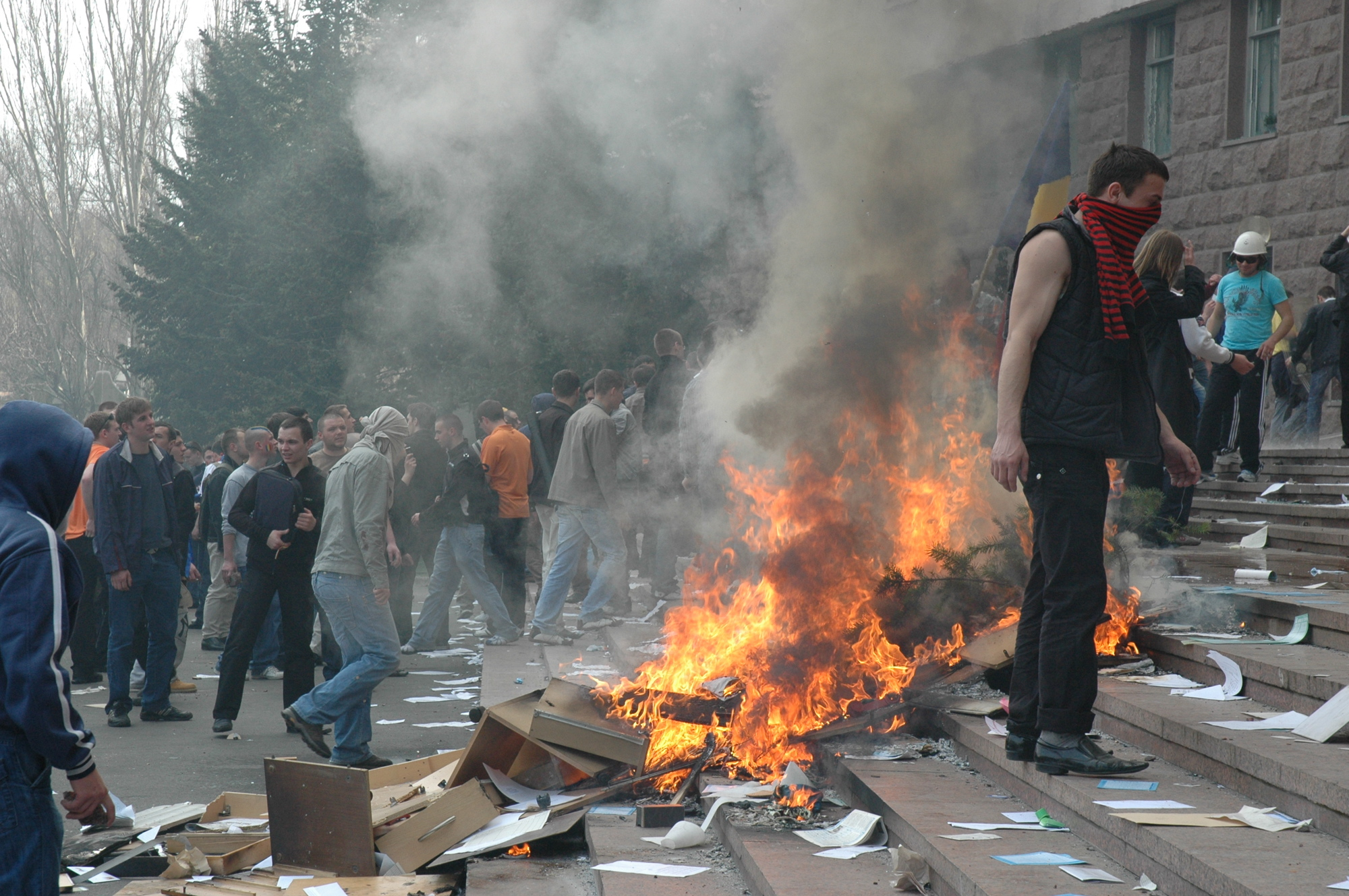
Protestatari în Chișinău.

După publicarea primelor rezultate oficiale de către Comisia Electorală Centrală, conform cărora Partidul Comuniștilor din Republica Moldova a obținut pentru a treia oară consecutiv majoritatea în Parlament, reprezentanți ai societății civile—Asociația Obștească „Hyde Park” și Think Moldova— au declarat ziua de 6 aprilie drept „Ziuă Națională de Doliu” și au chemat pe cei interesați să se adune pentru a aprinde lumânări în acest sens. Vestea despre demonstrație s-a răspândit rapid prin mesaje text și pe Internet, prin intermediul serviciilor de mesageriei instantanee și a rețelelor sociale, adunând circa 15 mii de participanți. În cele din urmă la manifestație s-au alăturat și liderii principalelor formațiuni de opoziție, care s-au solidarizat cu protestatarii, iar liderul PLDM, Vlad Filat, i-a chemat în mod public să se adune pe 7 aprilie pentru a continua demonstrațiile. În același context, Vlad Filat, a declarat că nu recunoaște rezultatul alegerilor din 5 aprilie, anunțând organizarea unor ample acțiuni de protest de comun acord cu Partidul Liberal și Alianța „Moldova Noastră”; Serafim Urechean, liderul Alianței „Moldova Noastră”, a reiterat coordonarea pozițiilor partidelor de opoziție. Tinerii au scandat sloganuri ca „Alegeri repetate”, „Jos dictatura” sau „Nu fraudării alegerilor”, iar protestele s-au desfășurat fără incidente.
Natalia Morar, o jurnalistă dizidentă de origine moldoveană, expulzată din Federația Rusă, și totodată una dintre organizatoarele manifestației, a subliniat caracterul apolitic al manifestației. Grupările pro-democrație au calificat protestele ca o reacție spontană la rezultatele alegerilor, reacție care a crescut rapid în intensitate prin intermediul Internetului și a telefoanelor mobile, în timp ce reprezentanții principalelor partidelor de opoziție nu și-au asumat un rol major în desfășurarea protestelor.

### 7 aprilie: Violențe în centrul Chișinăului
Pe 7 aprilie 2009 peste 30 de mii de persoane, susținători ai opoziției au ieșit pe străzile Chișinăului, ca să conteste victoria comuniștilor la alegeri, scandând „Vrem alegeri repetate” și „Jos comuniștii”. Liderii PLDM, PL și AMN susțineau că alegerile au fost fraudate, cerând organizarea unui nou scrutin. Unii manifestanți au pătruns în clădirea Parlamentului și în cea a Președinției și le-au incendiat. În Președinție, datorită pasivității suspecte a forțelor de ordine, manifestanții au pătruns forțând ușa și stricând geamurile cabinetelor de unde au sustras documente importante de stat (care au fost mai târziu arse), mobilier și computerele Aparatului Președintelui. În Parlament, manifestanții au ocupat câteva birouri, iar în celelalte se baricadaseră polițiștii. Persoanele care au pătruns în clădirea Parlamentului au aruncat în stradă o parte din mobilier și i-au dat foc. Poliția din capitală a intervenit, utilizând tunuri de apă și gaze lacrimogene. În replică, protestatarii au răspuns acțiunii poliției printr-un „bombardament” cu pietre. În timpul demonstrațiilor, unii dintre manifestanți au agitat steaguri românești, precum au și arborat drapelului României și al Uniunii Europene pe clădirile Parlamentului și Președinției.
Președintele Parlamentului, Marian Lupu, a acuzat o tentativă de lovitură de stat, sugerând că ar fi orchestrată de anumite organizații din România. Liderii partidelor de opoziție s-au delimitat de violențe, cerând autorităților de stat să nu implice deloc opoziția în aceste violențe, motivând că aceștia nu sunt responsabili de acțiunile care au avut loc pe 7 aprilie. Opoziția a început negocieri cu guvernul, în urma cărora însă, nu s-a ajuns la niciun acord, iar președintele Voronin a continuat să acuze organizatorii de tentativă de lovitură de stat, susținând că are dovezi ferme că în mulțime s-ar afla și grupări fasciste de origine română.
În timpul zilei, toate unitățile administrative au fost deconectate de la internet, astfel încât lucrătorii din ministere să fie „protejați de știrile despre proteste”. Autoritățile se temeau că oamenii din ministere ar fi putut ieși masiv în stradă sau ar fi putut coopera cu protestatarii pentru deschiderea instituțiilor de stat, potrivit Ziarul de Gardă. Totodată, nicio pagină a presei on-line din Republica Moldova nu a putut fi accesată, iar rețeaua de telefonie mobilă a fost blocată în centrul Chișinăului.

### Calmarea protestelor și reacția autorităților
În cursul nopții de 7 spre 8 aprilie, poliția a făcut uz de arme cu gloanțe oarbe și a arestat 193 de studenți, printre care și jurnalista Natalia Morar, sub acuzația de instigare la violențe.

Arborarea drapelului UE pe clădirea Parlamentului la 7 aprilie 2009: protestatarii sunt însoțiți de polițiști în uniforme

Imediat după calmarea protestelor—în zilele imediat următoare violențelor protestele s-au desfășurat pașnic în Piața Marii Adunări Naționale—jurnaliștii moldoveni au descoperit mai multe indicii suspecte în privința protestelor violente de la Chișinău: imagini video în care se vede clar cum persoanele care au arborat drapelul României și al UE pe clădirea Președinției au fost ajutate de polițiști în uniforme, retragerea prematură a forțelor de poliție din fața protestatarilor și pasivitatea pompierilor în stingerea incendiului de la Parlament. Pe 8 aprilie, liderii opoziției s-au desolidarizat de actele de vandalism și distrugere din Chișinău, considerând că provocările au fost implementate și organizate de comuniști pentru a deturna atenția de la fraudarea scrutinului electoral. S-a afirmat că forțele de ordine au permis acțiunile provocatorilor. În legătură cu aceasta, opoziția de la Chișinău a remis câteva declarații de presă în cursul zilei de 9 aprilie în care a reiterat acuzele potrivit cărora puterea comunistă s-a făcut vinovată de provocarea tulburărilor sociale din Moldova. Reprezentanții PLDM au afirmat, în același timp, că printre provocatori s-au aflat și membri ai „Noii generații” a PPCD. Totodată, au apărut relatări despre agresarea mai multor jurnaliști de la Jurnal de Chișinău și Ziarul de Gardă, precum și sechestrarea unor cetățeni de către persoane în civil în prezența camerelor de filmat.
La 8 aprilie s-a constituit un Consiliu al Salvării Naționale similar FSN-ului românesc și condus de scriitorul Nicolae Dabija. Din CSN fac parte reprezentanți ai studenților moldoveni, membri ai societății civile și niciun politician.
În urma protestelor s-au înregistrat 3 victime (Valeriu Boboc, Eugen Țapu si Ion Țâbuleac) iar numeroase persoane au fost maltratate în arestul poliției.

## Alte orașe
Proteste de solidaritate față de manifestanții din Chișinău au avut loc în Cimișlia,Bălți, Ungheni ș.a., în schimb în unele orașe (mai ales în regiunea autonomă Găgăuzia) au fost condamnate acțiunile protestatarilor din 7 aprilie.
În România au avut loc proteste în semn de solidaritate cu manifestanții din Republica Moldova în orașele București, Iași, Timișoara, Cluj Napoca, Brașov, Constanța, Suceava, Galați, Hunedoara, Valea Jiului și nu numai.
Manifestații au avut loc și în fața ambasadei Republicii Moldova din Washington, precum și în Boston, S.U.A. și Londra în Regatul Unit.

## Reacții diplomatice
Președintele moldovean Vladimir Voronin a cerut ajutorul Occidentului pentru a reinstaura ordinea în Republica Moldova.
- Autoritățile de la Tiraspol vor solicita Federației Ruse o suplimentare a trupelor ruse din Transnistria, în contextul protestelor violente care s-au desfășurat la Chișinău după alegerile legislative.[44][45]

 Președintele rus, Dmitri Medvedev, în cursul unei conversații telefonice cu omologul său moldovean Vladimir Voronin a făcut apel „la reglementarea pașnică” a crizei din Republica Moldova, „cât mai rapid”, conform unui comunicat al Kremlinului.

Șeful Comisiei Dumei de Stat pentru relația cu CSI, Alexei Ostrovski, a afirmat:
„Ei (serviciile secrete Occidentale și Bucureștiul - menționate anterior în declarație) vor să influențeze asupra acestei poziții, să o schimbe și să atragă țara în structurile euroatlantice. Un ajutor important este acordat de anumite forțe din România, care vrea să înghită Moldova pentru a crea un nou stat în această regiune.”
Vice-ministrul de externe rus, Grigori Karasin, și-a exprimat îngrijorarea referitor la „protestele provocate în Republica Moldova” și a reamintit că toți observatorii de la Comunitatea Statelor Independente la Organizația pentru Securitate și Cooperare în Europa au fost de acord că scrutinul din Moldova s-ar fi desfășurat corect.
Ministrul de externe al Federației Ruse, Serghei Lavrov, a reiterat lipsa unui temei pentru repetarea alegerilor și și-a exprimat speranța „că atât Uniunea Europeană cât și conducerea României, care a condamnat public violența, vor întreprinde acțiuni pentru ca steagurile și lozincile românești să nu fie folosite drept camuflaj pentru subminarea statalității Moldovei”.
 Din partea Uniunii Europene, Comisarul European pentru Relații Externe, Benita Ferrero-Waldner, s-a declarat îngrijorată de demonstrațiile violente și a cerut celor implicați să înceteze orice acte de violență, iar înaltul Reprezentant pentru Politica Externă și Securitate Comună, Javier Solana, a declarat că nu aprobă demonstrațiile violente din centrul Chișinăului. Parlamentul european a adoptat o rezoluție în luna iunie 2009 prin care a condamnat "campania masivă de hărțuire, gravele încălcări ale drepturilor omului și toate celelalte acțiuni ilegale întreprinse de guvernul Republicii Moldova"
 Prim-ministrul român Emil Boc, înainte de asaltul asupra clădirilor statale, a reiterat susținerea României pentru integrarea Moldovei în UE și a declarat că politica internă ține de suveranitate. După apariția unei poziții a UE, Ministerul de Externe a transmis autorităților de la Chișinău să nu cedeze violenței și provocărilor.

### Relațiile cu România
În cursul zilei de 8 aprilie, președintele Vladimir Voronin, președinte în exercițiu după expirarea mandatului de șef al statului pe 7 aprilie, a reiterat acuzațiile că România s-ar fi aflat în spatele protestelor violente de la Chișinău, anunțând expulzarea ambasadorului român la Chișinău, Filip Teodorescu și reintroducerea sistemului de vize pentru cetățenii români. Într-un comunicat de presă, Ministerul Afacerilor Externe al României a respins categoric acuzațiile președintelui Vladimir Voronin privind presupusa implicare a României în acțiunile de protest, calificând declarațiile drept provocări. În același comunicat se menționa caracterul aberant al măsurilor unilaterale de introducere a sistemului de vize pentru cetățenii români dornici să intre în Republica Moldova. Pe de altă parte, Mihnea Constantinescu a primit avizul comisiilor de politică externă ale Senatului și Camerei Deputaților ale României pentru postul de ambasador al României în Republica Moldova dar a fost respins de autoritățile de la Chișinău.
Pe 9 aprilie, Uniunea Europeană a cerut Republicii Moldova normalizarea relațiilor cu România.

## Urmări
Comisia Electorală Centrală a adoptat în noaptea dintre 8 și 9 aprilie o decizie privind punerea la dispoziția formațiunilor de opoziție a listelor de alegători, pentru depistarea unor presupuse fraude. Cu toate acestea, secretarul Comisiei Electorale Centrale, Iurie Ciocan, a dezmințit la radio RFI informațiile apărute în presă potrivit cărora Comisia Electorală Centrală ar fi urmat să inițieze procesul de renumărare a voturilor din 5 aprilie, motivând inexistența unui temei legal pentru inițierea acestei proceduri. În aceeași zi, autoritățile moldovene au transmis o cerere de extrădare pentru omul de afaceri moldovean Gabriel Stati, reținut pe teritoriul Ucrainei, în cadrul anchetei declanșate privind implicarea sa în presupusa tentativă de lovitură de stat.

## Sentințe
Scriitorul și scenaristul rus Eduard Baghirov a fost arestat pe 16 iunie 2011. și posibil va fi condamnat la 4-8 ani de închisoare pentru organizarea evenimentelor din aprilie 2009.
Doi ani și jumătate mai târziu, statul moldovean a fost condamnat la CEDO la plata a 15.000 de euro despăgubiri unui tânăr arestat în timpul protestelor și agresat fizic de autorități.

## Imagini

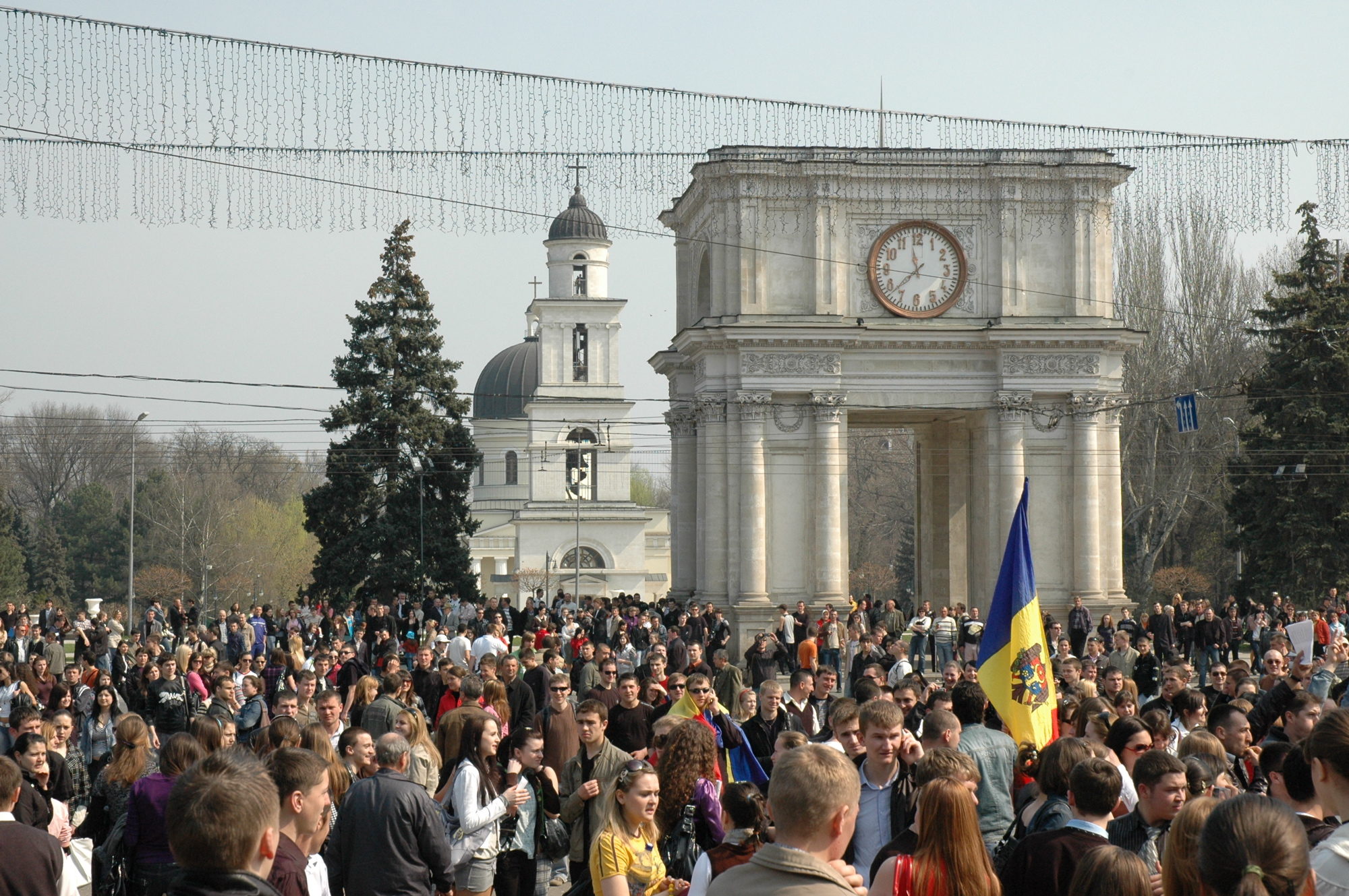
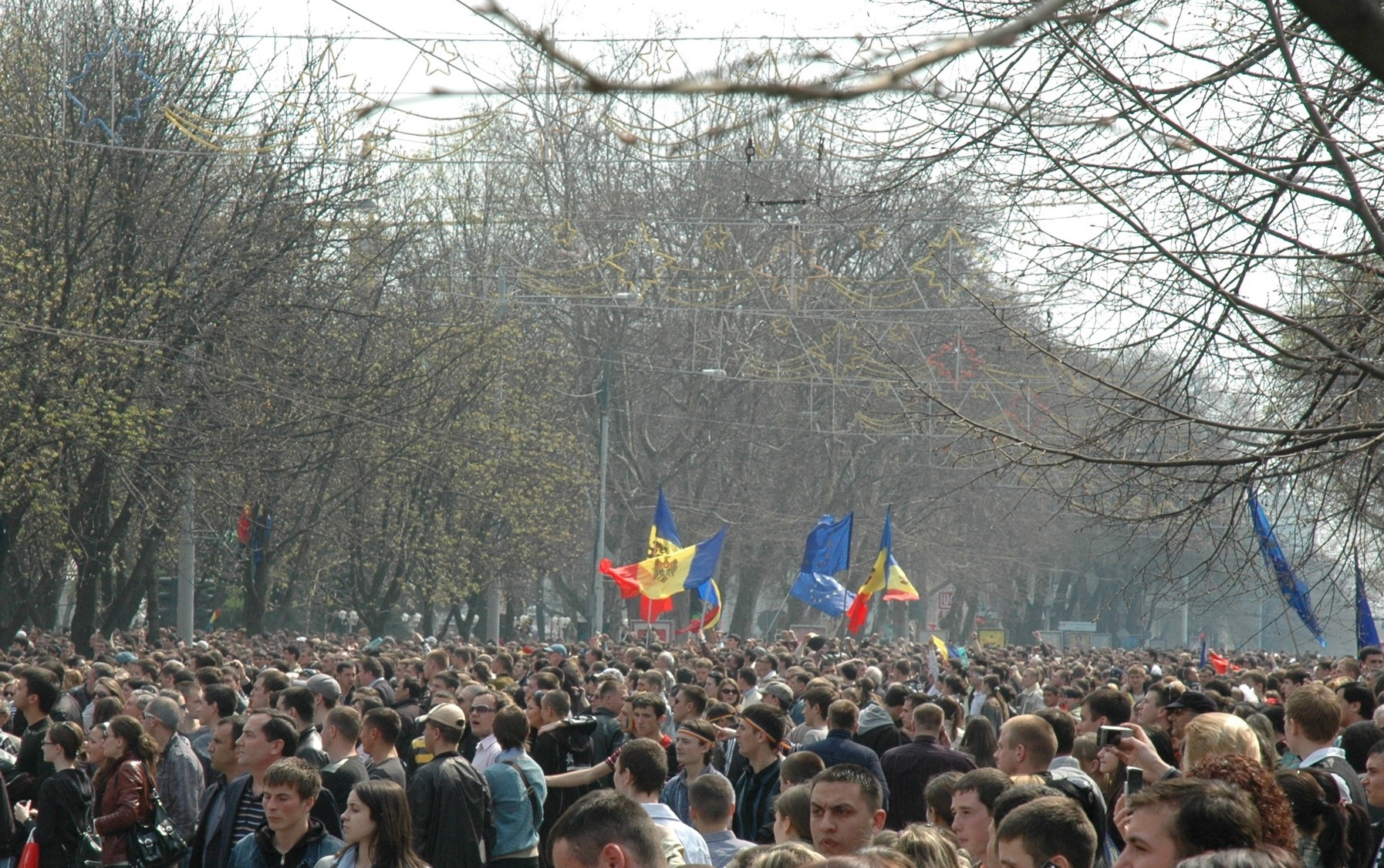
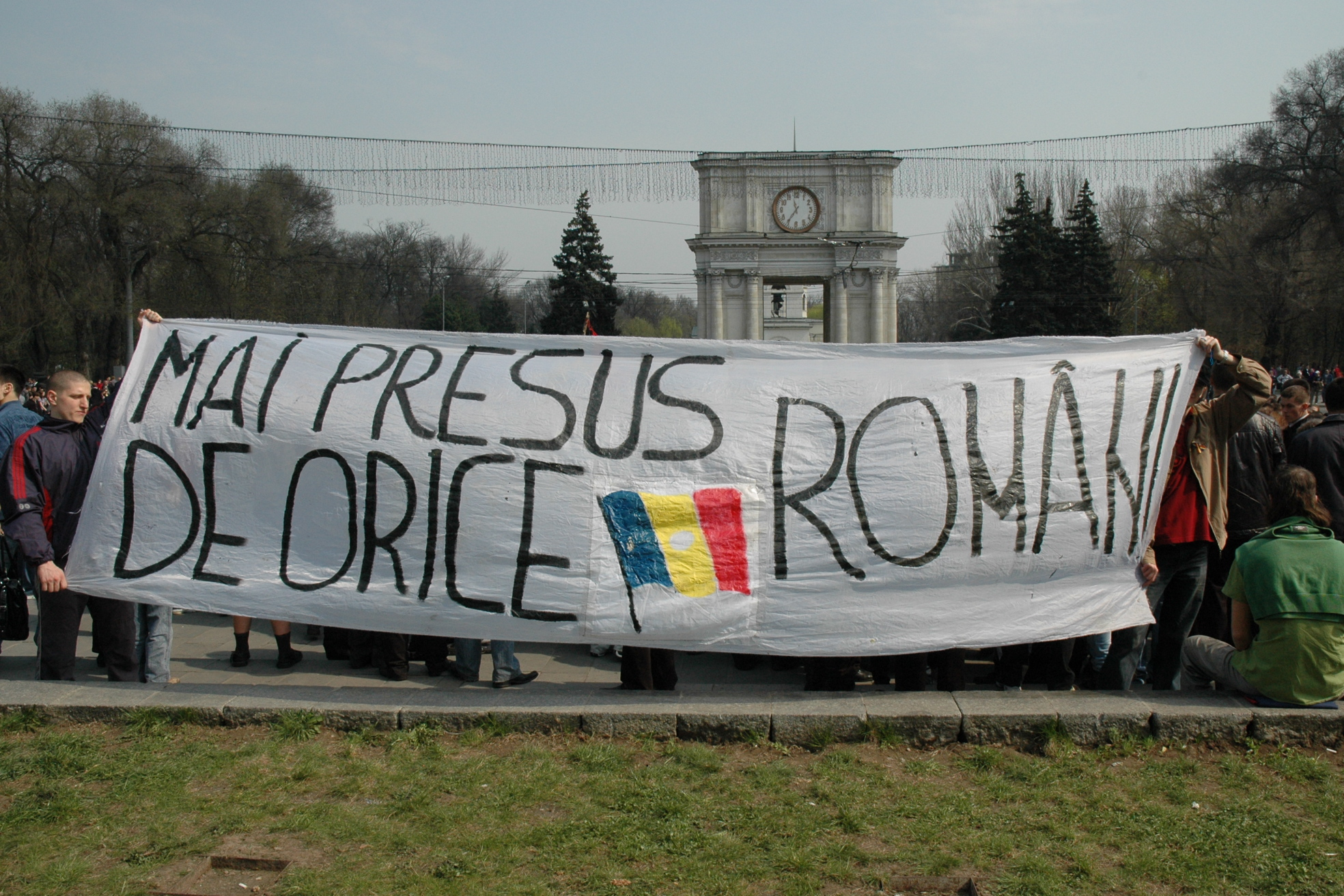
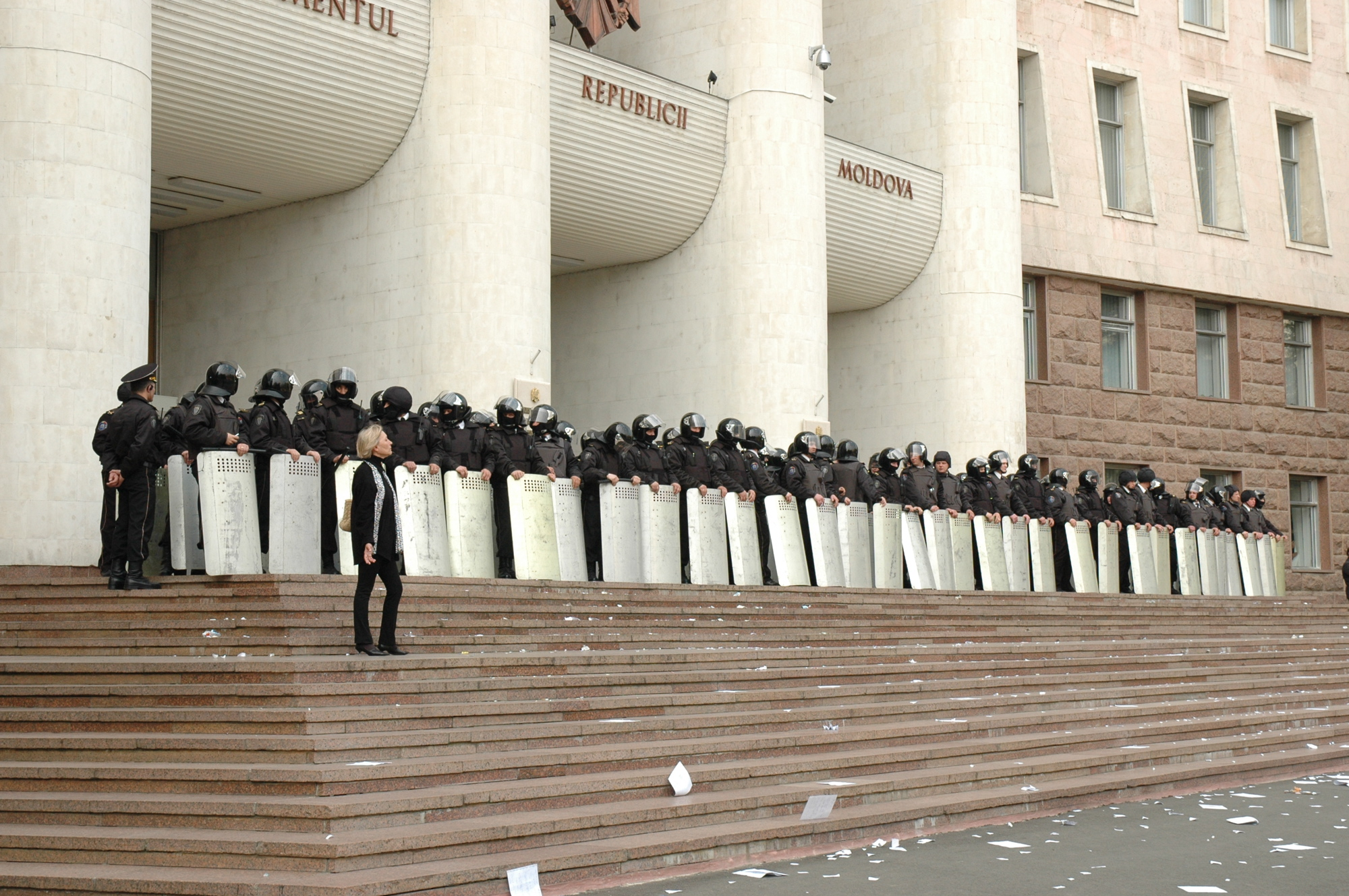
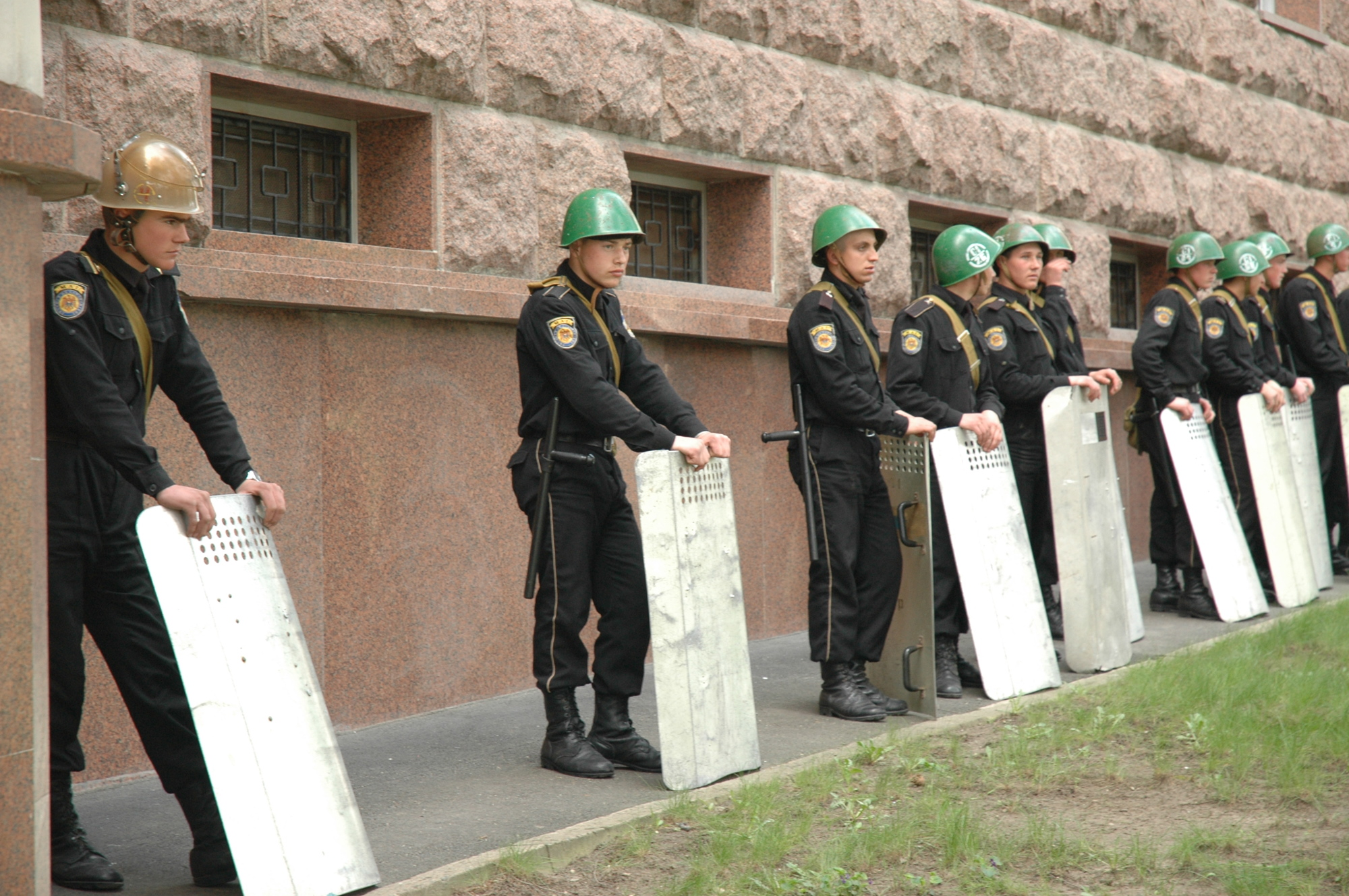
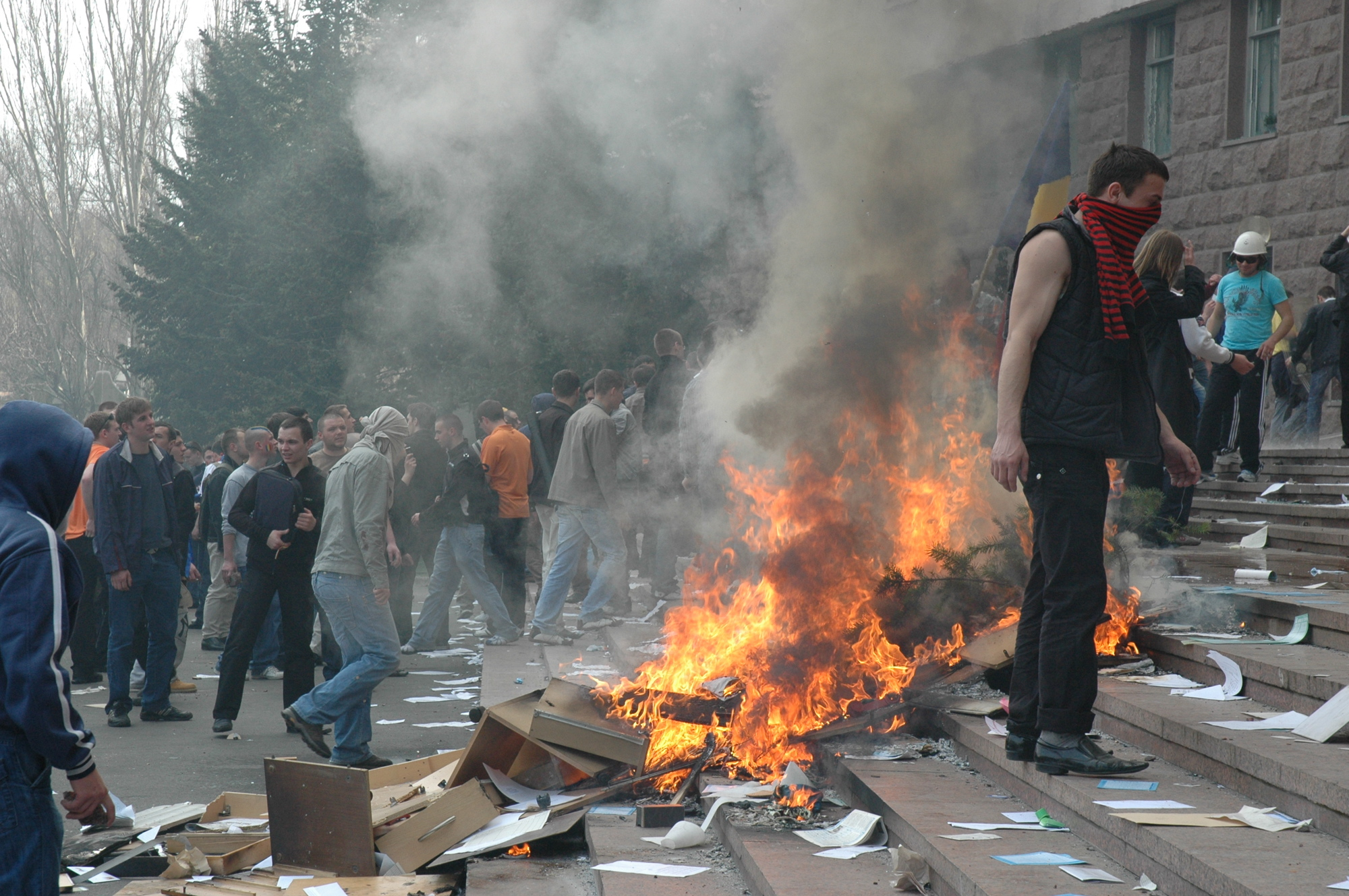
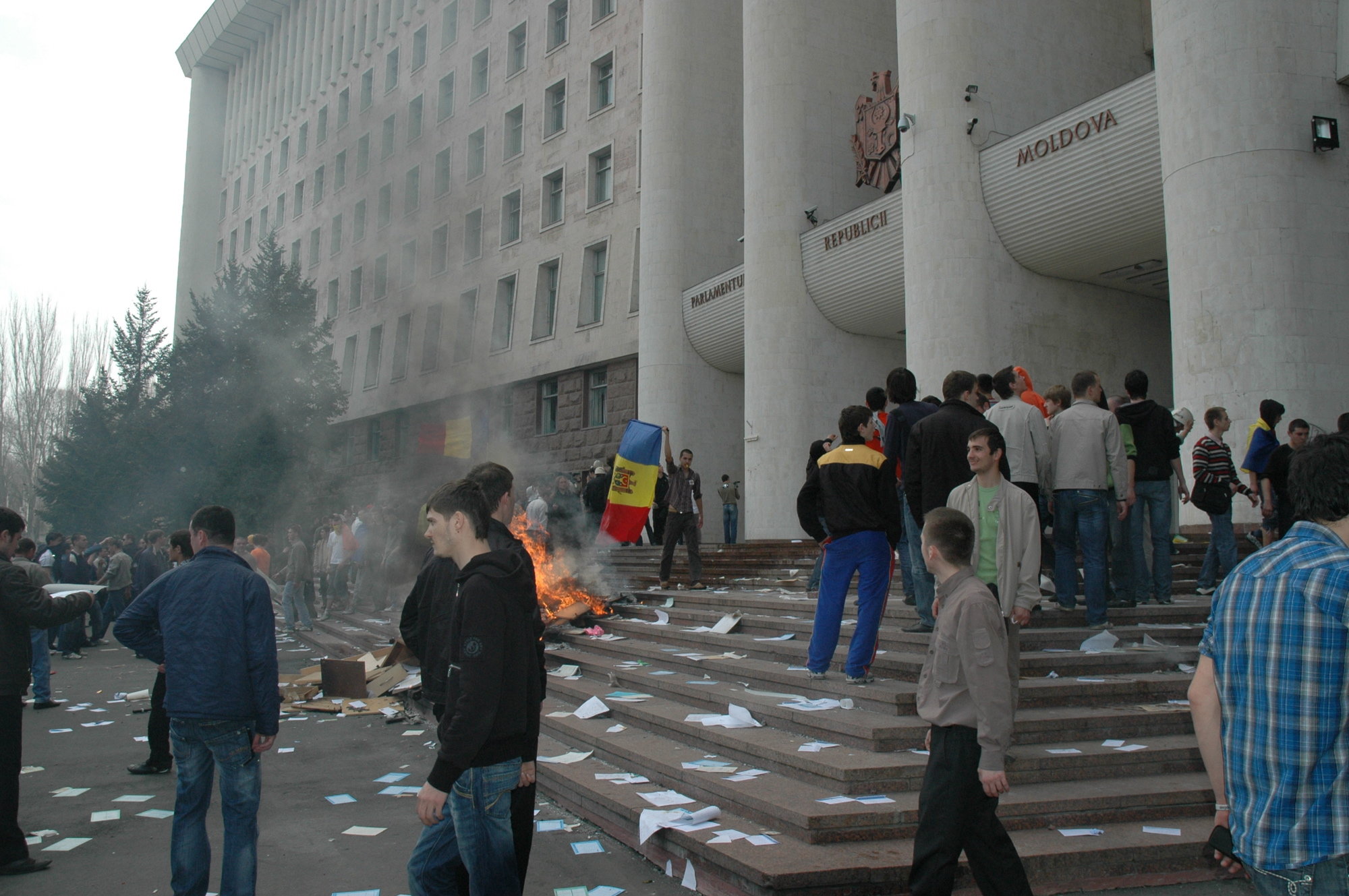
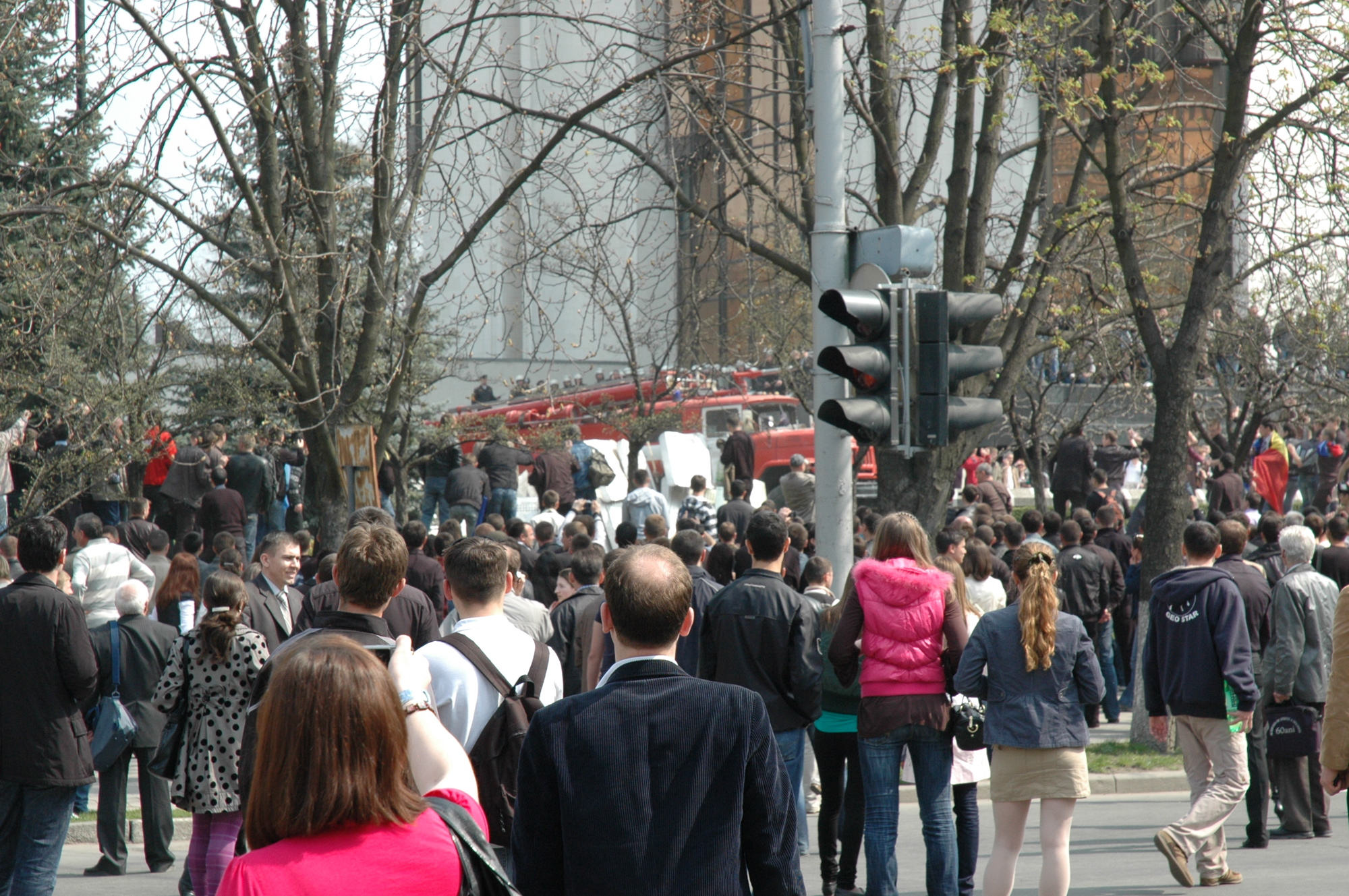
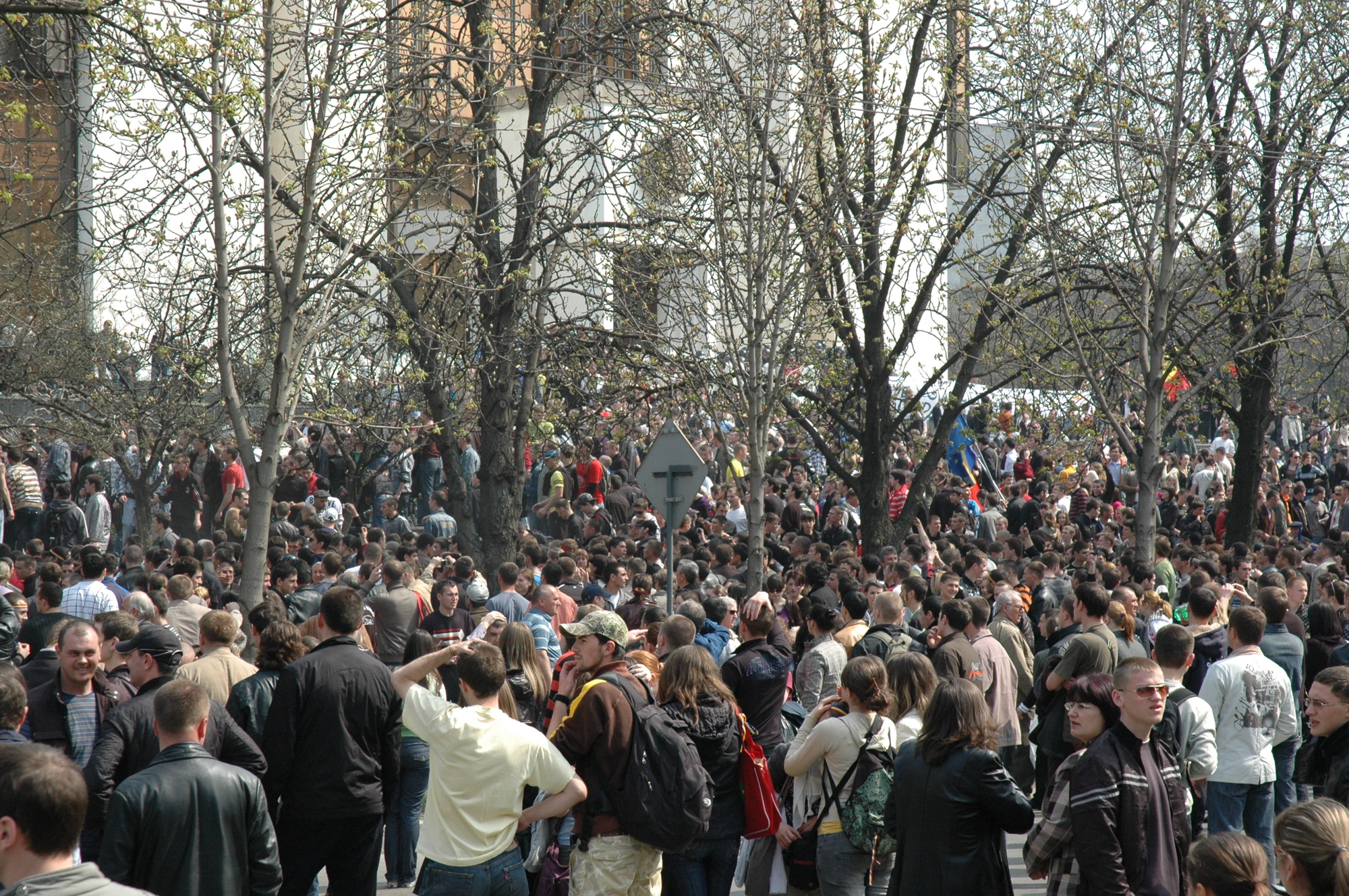